# Superliga de Dinamarca 2020-21
La Superliga de Dinamarca 2020-21 (oficialmente 3F Superliga por razones de patrocinio) fue la trigésima edición de la Superliga Danesa. La temporada comenzó el 11 de septiembre de 2020 y terminó el 28 de mayo de 2021.
Midtjylland fue el campeón defensor tras la temporada pasada ganar su tercer título de liga.

## Formato
Los 12 equipos participantes jugaron entre sí todos contra todos dos veces totalizando 22 partidos cada uno, al término de la fecha 22 los seis primeros clasificados pasaron a jugar el grupo Campeonato, mientras que los otros seis pasaron a jugar el grupo Descenso. Los puntos obtenidos hasta la fecha 22 fueron transferidos a la segunda fase, ya sea al Grupo Campeonato o al Grupo Descenso.

## Ascensos y descensos
| Pos. | Descendido de Superliga de Dinamarca 2019-20 |
| ---- | -------------------------------------------- |
| 12.º | Hobro                                        |
| 13.º | Silkeborg                                    |
| 14.º | Esbjerg                                      |

| Pos. | Ascendido de Primera División de Dinamarca 2019-20 |
| ---- | -------------------------------------------------- |
| 1.º  | Vejle                                              |

## Equipos participantes
| Club                 | Ciudad     | Estadio                | Capacidad |
| -------------------- | ---------- | ---------------------- | --------- |
| Aalborg Boldspilklub | Aalborg    | Aalborg Portland Park  | 13.797    |
| Aarhus               | Aarhus     | Ceres Park             | 20.032    |
| Brøndby              | Copenhague | Brøndby Stadium        | 29.000    |
| Copenhague           | Copenhague | Parken Stadion         | 42.305    |
| Horsens              | Horsens    | CASA Arena Horsens     | 10.400    |
| Lyngby               | Lyngby     | Lyngby Stadion         | 9.680     |
| Midtjylland          | Herning    | MCH Arena              | 11.800    |
| Nordsjælland         | Farum      | Right to Dream Park    | 9.900     |
| Odense               | Odense     | Odense Stadion         | 15.790    |
| Randers              | Randers    | BioNutria Park Randers | 12.000    |
| SønderjyskE          | Haderslev  | Sydbank Park           | 10.000    |
| Vejle                | Vejle      | Vejle Stadion          | 10.418    |

## Temporada regular

### Tabla de posiciones
| Pos. | Equipo       | Pts. | PJ | G  | E | P  | GF | GC | Dif. | Clasificación            |
| ---- | ------------ | ---- | -- | -- | - | -- | -- | -- | ---- | ------------------------ |
| 1    | Brøndby      | 45   | 22 | 14 | 3 | 5  | 40 | 24 | +16  | Ronda por el campeonato  |
| 2    | Midtjylland  | 43   | 22 | 13 | 4 | 5  | 35 | 20 | +15  | Ronda por el campeonato  |
| 3    | Aarhus       | 38   | 22 | 10 | 8 | 4  | 35 | 22 | +13  | Ronda por el campeonato  |
| 4    | Copenhague   | 35   | 22 | 10 | 5 | 7  | 39 | 35 | +4   | Ronda por el campeonato  |
| 5    | Randers      | 31   | 22 | 9  | 4 | 9  | 31 | 21 | +10  | Ronda por el campeonato  |
| 6    | Nordsjælland | 29   | 22 | 7  | 8 | 7  | 35 | 30 | +5   | Ronda por el campeonato  |
| 7    | SønderjyskE  | 28   | 22 | 8  | 4 | 10 | 29 | 32 | −3   | Ronda por la permanencia |
| 8    | Odense       | 28   | 22 | 7  | 7 | 8  | 25 | 28 | −3   | Ronda por la permanencia |
| 9    | Aalborg      | 28   | 22 | 7  | 7 | 8  | 24 | 29 | −5   | Ronda por la permanencia |
| 10   | Vejle        | 24   | 22 | 6  | 6 | 10 | 25 | 37 | −12  | Ronda por la permanencia |
| 11   | Lyngby       | 20   | 22 | 5  | 5 | 12 | 25 | 42 | −17  | Ronda por la permanencia |
| 12   | Horsens      | 12   | 22 | 2  | 6 | 14 | 15 | 37 | −22  | Ronda por la permanencia |

Actualizado a los partidos jugados el 21 de marzo de 2021.
 Fuente: 3F Superliga, Soccerway

### Tabla de resultados cruzados
| Local \ Visitante | AAB | AGF | BRO | COP | HOR | LYN | MID | NOR | ODE | RAN | SON | VEL |
| ----------------- | --- | --- | --- | --- | --- | --- | --- | --- | --- | --- | --- | --- |
| Aalborg           | —   | 1–1 | 2–1 | 2–3 | 1–0 | 3–2 | 0–2 | 1–1 | 0–2 | 0–0 | 1–0 | 1–3 |
| Aarhus            | 3–0 | —   | 3–1 | 0–1 | 3–0 | 1–0 | 1–2 | 0–1 | 4–2 | 1–1 | 2–0 | 4–2 |
| Brøndby           | 1–1 | 1–1 | —   | 2–1 | 2–1 | 4–1 | 2–3 | 3–2 | 3–1 | 0–0 | 2–1 | 2–1 |
| Copenhague        | 1–2 | 3–3 | 1–2 | —   | 2–0 | 4–2 | 0–0 | 3–2 | 1–1 | 1–2 | 3–2 | 2–1 |
| Horsens           | 2–1 | 1–2 | 1–2 | 0–2 | —   | 1–2 | 2–2 | 1–1 | 0–0 | 0–3 | 0–3 | 3–1 |
| Lyngby            | 0–0 | 1–2 | 0–4 | 2–2 | 1–1 | —   | 2–0 | 0–3 | 0–3 | 0–3 | 2–2 | 0–0 |
| Midtjylland       | 0–0 | 0–1 | 1–0 | 4–0 | 1–0 | 1–0 | —   | 3–1 | 3–1 | 1–0 | 1–2 | 5–0 |
| Nordsjælland      | 2–2 | 3–1 | 0–1 | 0–1 | 2–2 | 4–1 | 4–1 | —   | 0–2 | 1–0 | 2–1 | 1–1 |
| Odense            | 2–1 | 0–0 | 0–3 | 3–2 | 1–0 | 0–1 | 1–1 | 1–1 | —   | 2–1 | 1–1 | 0–1 |
| Randers           | 1–2 | 1–1 | 1–2 | 2–1 | 3–0 | 1–2 | 1–2 | 1–1 | 2–1 | —   | 1–2 | 3–1 |
| SønderjyskE       | 2–1 | 1–1 | 2–0 | 1–3 | 2–0 | 1–4 | 2–0 | 2–1 | 1–1 | 0–1 | —   | 0–1 |
| Vejle             | 0–2 | 0–0 | 0–2 | 2–2 | 0–0 | 3–2 | 0–2 | 2–2 | 2–0 | 0–3 | 4–1 | —   |

## Ronda por el campeonato

### Clasificación
| Pos. | Equipo       | Pts. | PJ | G  | E  | P  | GF | GC | Dif. | Clasificación 2021–22                            |
| ---- | ------------ | ---- | -- | -- | -- | -- | -- | -- | ---- | ------------------------------------------------ |
| 1    | Brøndby (C)  | 61   | 32 | 19 | 4  | 9  | 58 | 38 | +20  | Ronda de Play-Off de la Liga de Campeones        |
| 2    | Midtjylland  | 60   | 32 | 18 | 6  | 8  | 57 | 33 | +24  | Segunda ronda de la Liga de Campeones            |
| 3    | Copenhague   | 55   | 32 | 16 | 7  | 9  | 61 | 53 | +8   | Tercera ronda de la Liga de Conferencia Europa   |
| 4    | Aarhus       | 48   | 32 | 13 | 9  | 10 | 48 | 42 | +6   | Play-offs de acceso a la Liga Europa Conferencia |
| 5    | Nordsjælland | 43   | 32 | 11 | 10 | 11 | 51 | 51 | 0    |                                                  |
| 6    | Randers      | 40   | 32 | 11 | 7  | 14 | 43 | 38 | +5   | Tercera ronda de la Liga Europa                  |

Actualizado a los partidos jugados el 24 de mayo de 2021.
 Fuente: 3F Superliga, Soccerway
Notas:
1. ↑  Randers obtuvo un cupo para la Tercera ronda de la Liga Europa 2021-22, tras ganar la Copa de Dinamarca 2020-21.

### Tabla de resultados cruzados
| Local \ Visitante | AGF | BRO | COP | MID | NOR | RAN |
| ----------------- | --- | --- | --- | --- | --- | --- |
| Aarhus            | —   | 1–2 | 1–2 | 1–4 | 3–1 | 2–0 |
| Brøndby           | 2–2 | —   | 1–3 | 3–1 | 2–0 | 2–0 |
| Copenhague        | 3–2 | 2–1 | —   | 4–2 | 2–2 | 2–1 |
| Midtjylland       | 4–0 | 1–0 | 4–1 | —   | 3–0 | 1–1 |
| Nordsjælland      | 2–0 | 0–3 | 2–2 | 3–2 | —   | 2–1 |
| Randers           | 0–1 | 4–2 | 2–1 | 0–0 | 3–4 | —   |

## Ronda por la permanencia

### Clasificación
| Pos. | Equipo      | Pts. | PJ | G  | E  | P  | GF | GC | Dif. | Clasificación                                    |
| ---- | ----------- | ---- | -- | -- | -- | -- | -- | -- | ---- | ------------------------------------------------ |
| 1    | Aalborg     | 46   | 32 | 12 | 10 | 10 | 44 | 40 | +4   | Play-offs de acceso a la Liga Europa Conferencia |
| 2    | SønderjyskE | 44   | 32 | 13 | 5  | 14 | 44 | 48 | −4   |                                                  |
| 3    | Odense      | 43   | 32 | 11 | 10 | 11 | 40 | 39 | +1   |                                                  |
| 4    | Vejle       | 38   | 32 | 9  | 11 | 12 | 42 | 50 | −8   |                                                  |
| 5    | Lyngby (D)  | 26   | 32 | 6  | 8  | 18 | 36 | 62 | −26  | Descenso a Primera División de Dinamarca 2021-22 |
| 6    | Horsens (D) | 24   | 32 | 5  | 9  | 18 | 30 | 59 | −29  | Descenso a Primera División de Dinamarca 2021-22 |

Actualizado a los partidos jugados el 24 de mayo de 2021.
 Fuente: 3F Superliga, Soccerway

### Tabla de resultados cruzados
| Local \ Visitante | AAB | HOR | LYN | ODE | SON | VEL |
| ----------------- | --- | --- | --- | --- | --- | --- |
| Aalborg           | —   | 1–1 | 4–0 | 3–2 | 3–2 | 2–1 |
| Horsens           | 1–0 | —   | 1–3 | 1–1 | 1–2 | 3–3 |
| Lyngby            | 2–2 | 3–4 | —   | 1–2 | 0–1 | 0–0 |
| Odense            | 1–0 | 4–0 | 2–0 | —   | 1–1 | 0–1 |
| SønderjyskE       | 0–4 | 2–3 | 2–0 | 2–0 | —   | 1–0 |
| Vejle             | 1–1 | 3–0 | 2–2 | 2–2 | 4–2 | —   |

## Play-off por la Liga Europa Conferencia
En el play-off, los equipos clasificados 4.° de la ronda campeonato y 1.° de la ronda de permanencia juegan un partido único en terreno neutral. El ganador de la final entrará en la segunda ronda de clasificación de la Liga Europa Conferencia.
| 28 de mayo de 2021 | Aarhus                                  | 2:2 (1:1, 1:0) (t. s.)(3:1 p.) | Aalborg                                  | Ceres Park, Aarhus                                  |                                                     |
| 19:00              | Blume 20' · J. Thorsteinsson 120'       | Reporte                        | T. van Weert 69' · Kusk 109'             | Asistencia: 8083 espectadores Árbitro(s): Jens Maae | Asistencia: 8083 espectadores Árbitro(s): Jens Maae |
|                    |                                         | Tiros desde el punto penal     |                                          |                                                     |                                                     |
|                    | Thorsteinsson · Diks · Links · Jevtovic |                                | Kush · Hiljemark · Thelander · Samuelsen |                                                     |                                                     |

## Goleadores
| Rank | Jugador                  | Club            | Goles |
| ---- | ------------------------ | --------------- | ----- |
| 1    | Mikael Uhre              | Brøndby IF      | 19    |
| 2    | Patrick Mortensen        | AGF Aarhus      | 15    |
| 2    | Jonas Wind               | FC Copenhague   | 15    |
| 4    | Sory Kaba                | FC Midtjylland  | 11    |
| 4    | Haji Wright              | SønderjyskE     | 11    |
| 6    | Anders K. Jacobsen       | SønderjyskE     | 10    |
| 6    | Jesper Lindstrøm         | Brøndby IF      | 10    |
| 6    | Allan Gonçalves Sousa    | Vejle BK        | 10    |
| 6    | Issam Jebali             | OB Odense       | 10    |
| 6    | Kamil Wilczek            | FC Copenhague   | 10    |
| 6    | Kamaldeen Sulemana       | FC Nordsjælland | 10    |
| 12   | Vito Hammershøy-Mistrati | Randers FC      | 9     |
| 12   | Alhaji Kamara            | Randers FC      | 9     |
| 12   | Iver Fossum              | AaB Aalborg     | 9     |